# Attila Csihar
Attila Csihar (Budapest, Hungría, 29 de marzo de 1971) es un músico húngaro de black metal. Desde 2004 es miembro de la reconocida banda noruega Mayhem. 
Teniendo como influencias a bandas como Venom, Celtic Frost, Kreator o Destruction, a los 15 años Csihar fundó Tormentor en la que era el miembro más joven y que está considerada como la banda pionera del black metal en Hungría. 
Tormentor se separó en 1990 y Csihar formó el grupo de dark ambient Plasma Pool. En 1993, recibió la invitación del guitarrista noruego Euronymous de grabar las voces en el álbum debut de Mayhem, De Mysteriis Dom Sathanas. Después de once años, Csihar regresó a Mayhem para reemplazar a Maniac y en la actualidad es uno de los miembros oficiales de la agrupación. También ha colaborado con grupos como Keep of Kalessin, Sunn O))), Aborym, Limbonic Art, entre otras. Csihar tiene dos hijos, un niño llamado Arion y una niña llamada Julia.

## Biografía

### Primeros años
En su infancia soñaba con ser vocalista y dedicaba parte de su tiempo a cantar en casa canciones de Iron Maiden y Black Sabbath. A los 14 años se unió al equipo de waterpolo local y uno de sus miembros le habló sobre un amigo suyo que tocaba la guitarra, llamado Tamás Buday. Al año siguiente, y con apenas 15 años, Csihar y Buday fundaron la banda Tormentor, junto al bajista György Farkas y el batería Márton Dubecz. Durante su adolescencia descubrió otras bandas como Swans, Coil, Current 93, Einstürzende Neubauten, Laibach o Skinny Puppy, que más tarde serían una gran influencia en sus proyectos posteriores.
En 1987, después de participar en algunos concursos musicales en Hungría con pésimos resultados, Tormentor publicó su primera grabación; la demo The Seventh Day of Doom. Al año siguiente vio la luz su segunda grabación, Anno Domini (relanzado en 1995) y en 1990 la banda anunció su disolución. Csihar fundó entonces la banda de dark ambient Plasma Pool junto al teclista István Zilahy y el batería Lázló Kuli. Es en esta época en la que el vocalista comenzó a consumir drogas.

### Mayhem
Dos años después de la separación de Tormentor, sus miembros hicieron algunas copias en casete de Anno Domini para regalar a sus amigos; algunos de estos casetes fueron copiados en varias ocasiones llegando a convertirse en un álbum muy popular en el black metal underground. Una de estas copias terminó en Noruega, llegando a manos de Øystein Aarseth (conocido como Euronymous), guitarrista de Mayhem y propietario de la discográfica Deathlike Silence Productions. Aarseth estaba interesado en Tormentor y se ofreció para relanzar el álbum, además Csihar se había convertido en uno de sus vocalistas favoritos, así que le escribió una carta. En la carta Euronymous le explicó que estaba buscando un nuevo cantante para grabar un disco, pues el anterior vocalista, Per Yngve "Dead" Ohlin; se había suicidado. Attila aceptó y tomó un tren hasta Bergen. Toda la música ya había sido grabada y las letras habían sido escritas por Dead. Tras terminar la grabación del álbum, llamado De Mysteriis Dom Sathanas, Csihar regresó a Hungría donde recibió la noticia del asesinato de Euronymous a manos del bajista Varg Vikernes, provocando la disolución de Mayhem y retrasando la fecha de publicación del álbum hasta mayo de 1994.
En 1995, la decisión de no contar con él como vocalista en los reformados Mayhem y la todavía reciente pérdida de Aarseth provocaron un aumento de las drogas consumidas por Csihar y éste decidió alejarse de la escena musical por algún tiempo para concentrarse en terminar la carrera de ingeniería y formar una familia.

### Aborym
En 1998, regresó a la escena del metal extremo participando como vocalista invitado en el álbum Kali Yuga Bizarre de la banda italiana Aborym y recuperando el contacto con los miembros de Mayhem con los que colaboró en un concierto en Milán, cantando en la canción «From the dark past». Al año siguiente fue anunciado que sería el vocalista oficial de Aborym tras la salida del anterior cantante, Yorga SM. Al año siguiente volvió a fundar Tormentor, pero con una nueva formación. En enero de 2001 fue publicado el primer álbum de Aborym con Csihar como vocalista oficial, Fire Walk With Us y en septiembre, la discográfica Avantgarde Music lanzó al mercado Recipe Ferrum!, el último álbum de estudio de Tormentor.
En 2002, Csihar fue detenido en Treviso (Italia) por la posesión de 158 pastillas de éxtasis y una pequeña cantidad de hachís. Al año siguiente, fue publicado el tercer álbum de Aborym, With No Human Intervention. En 2005, Csihar abandonó la banda y fue reemplazado por el vocalista Prime Evil, aunque colaboró en la grabación de uno de los temas de Generator, el cuarto álbum de la banda.

### Regreso a Mayhem

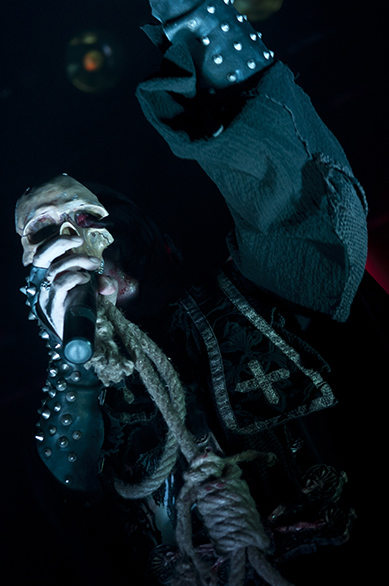
Csihar actuando con Mayhem en Bergen en 2011.

Once años después de su marcha de Mayhem, Csihar conoció la noticia de que el vocalista Maniac (Sven Erik Kristiansen) había abandonado la banda y en noviembre de 2004, después de muchos meses de rumores, se hizo oficial la llegada de Attila Csihar a la banda. En una entrevista, Csihar dijo:

Realmente nunca dejé la banda, siempre he estado en contacto con ellos. Fue después del álbum Chimera cuando empezaron los problemas con Maniac, por lo que era cuestión de tiempo que dejara la banda.

En 2006, Mayhem comenzó la grabación de su cuarto álbum de estudio, Ordo Ad Chao para el cual Csihar escribió la mayoría de las letras. El batería Hellhammer dijo, "Su voz ha sufrido un cambio importante, no tiene nada que ver con la de De Mysteriis Dom Sathanas", y el bajista Necrobutcher destacó el trabajo de Csihar con la banda, diciendo, "Su compromiso con la banda es incluso superior al de nosotros tres juntos".
Ordo Ad Chao recibió buenas reseñas y los críticos alabaron el regreso de Attila Csihar. Chad Bowar crítico de About.com dijo "El álbum es muy atmosférico, pero también contiene algunos riffs interesantes que atrapan al oído. Las voces de Attila son duras y demoníacas y su retorno ha mejorado el sonido de la banda". Harald Fossberg del periódico noruego Aftenposten mencionó "Las letras son oscuras con enfoques de los fragmentos del apocalipsis. La voz de Attila suena como si Rasputín recitara conjuros malvados".
El álbum ganó el premio Spellemann (conocido como el Grammy noruego) en la categoría de mejor álbum de metal, superando a Dimmu Borgir, Audrey Horne y Red Harvest. Ordo Ad Chao también fue incluido entre los 50 mejores álbumes de la década por la revista Metal Hammer.
Desde 2007, el artista egipcio Nader Sadek diseña las máscaras que Csihar utiliza en los conciertos de Mayhem, y también colaboró en el tour norteamericano en 2009. En noviembre de 2009, los miembros de Mayhem fueron detenidos por destrozar la habitación de un hotel en Tilburg (Holanda).

### Sunn O)))

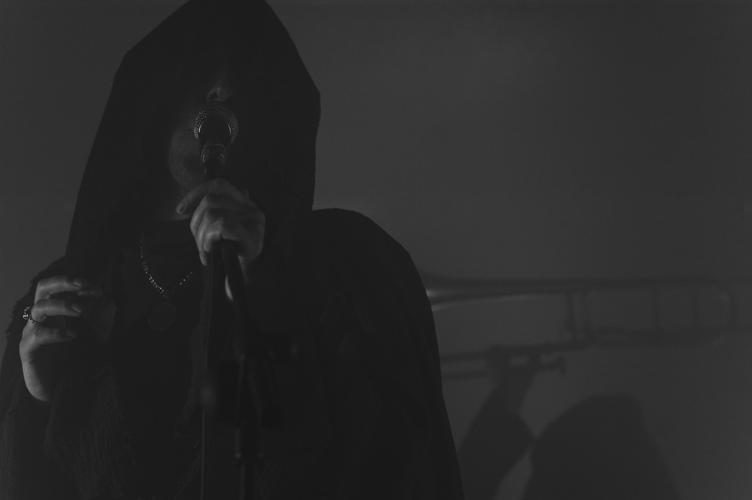
Csihar actuando con Sunn O))) en el festival Sinsal (Vigo), en 2010.

En 2003, la banda estadounidense de drone metal Sunn O))), liderada por Stephen O'Malley (a quien Csihar había conocido en 1995), le ofreció cantar en una canción de su nuevo álbum, llamado White2. El disco fue publicado al año siguiente. A partir de ese momento continuó colaborando con Sunn O))), tanto en estudio como en los conciertos, en los cuales suele llevar una especie de saco con ramas en la cabeza, explicando que la idea era la de parecer un árbol, pues siente fascinación por la naturaleza (es vegetariano). En 2008, grabaron en la catedral de San Olaf de Bergen el álbum en vivo Dømkirke y al año siguiente publicaron el álbum Monoliths & Dimensions, que incluye la canción «Big Church (Megszentségteleníthetetlenségeskedéseitekért)», cuyo título fue elegido por Csihar debido a que es una de las palabras más largas del vocabulario húngaro.

### Otros proyectos
En el año 1999 grabó con Emperor una versión de la canción «Funeral Fog» incluida en el álbum A Tribute to Mayhem: Originators of the Northern Darkness.
En 2003, Csihar se unió a la banda noruega de metal extremo Keep of Kalessin junto al percusionista Frost. Al año siguiente fue publicado el EP Reclaim y poco después abandonaron el grupo debido a que ambos estaban ocupados con sus respectivos proyectos.
Después de colaborar con Sunn O))), Csihar formó algunos proyectos paralelos con sus miembros como Grave Temple, Burial Chamber Trio y Pentemple. En 2008 creó un proyecto en solitario de dark ambient llamado Void Ov Voices, en el que canta y toca todos los instrumentos, y que presentó en directo actuando como telonero de Ulver en una gira europea.
Attila Csihar también ha colaborado como invitado especial en los conciertos de bandas como Enslaved (realizando un tributo a Euronymous), Shining, Current 93, Dissection o 1349 entre otras.
A comienzos de marzo y principios de abril de 2010, Csihar realizó una triple actuación en el Inferno Metal Festival: colaboró con Jarboe, actuó con Mayhem y presentó en vivo en Noruega su proyecto Void Ov Voices.

## Letras de canciones
El primer álbum de Mayhem en el que Csihar escribió las letras fue Ordo Ad Chao. Estas letras tratan temas filosóficos como la teoría del caos, fenómenos UFO e incluso el caso Roswell.
El álbum de Tormentor Recipe Ferrum! también contiene letras escritas por Csihar, y tratan temas como el folklore húngaro, las marionetas Kásperle y la película Fehérlófia.

## Bandas
| - Tormentor (1987-1990, 1999 - actualidad) - Plasma Pool (1990-2004) - Mayhem (1993-1995, 2004 - actualidad) - Aborym (1999-2005) - Korog (2001-2003) - Keep of Kalessin (2003-2004) - Grave Temple (2006 - actualidad) - Burial Chamber Trio (2006 - actualidad) - Pentemple (2007 - actualidad) - Void Ov Voices (2008 - actualidad) - Sinsaenum (2016 - actualidad) | - Emperor (1999) - Limbonic Art (2002) - Anaal Nathrakh (2003 y 2006) - Finnugor (2003-2004) - Sunn O))) (2004 - actualidad) - 1349 (2004) - Sear Bliss (2004) - Dissection (2004) - Current 93 (2007) - Professor Fate (2007) - Shining (2007) - Astarte (2007) - Skitliv (2008 y 2009) - Enslaved (2009) |  |

## Discografía
| Tormentor - 1987: The Seventh Day Of Doom (demo) - 1988: Anno Domini - 2001: Recipe Ferrum! 777 Mayhem - 1994: De Mysteriis Dom Sathanas - 1999: Mediolanum Capta Est (en vivo) - 2007: Ordo Ad Chao - 2009: Life Eternal (EP) - 2014: Esoteric Warfare - 2019: Daemon Sunn O))) - 2004: White2 - 2007: Oracle (EP) - 2008: Dømkirke (en vivo) - 2009: Monoliths & Dimensions - 2011: Agharti Live 09-10 (en vivo) Grave Temple - 2007: The Holy Down - 2008: Ambient / Ruin (demo) - 2009: Le Vampire de Paris (en vivo) Plasma Pool - 1997: Drowning - II (en vivo) - 1997: Promo'98 (demo) Aborym - 1999: Kali Yuga Bizarre - 2001: Fire Walk With Us - 2004: With No Human Intervention - 2006: Generator Finnugor - 2003: Death Before Dawn - 2004: Darkness Needs Us | Burial Chamber Trio - 2007: Burial Chamber Trio - 2007: WVRM (en vivo) Anaal Nathrakh - 2003: When Fire Rains Down from the Sky, Mankind Will Reap as It Has Sown (EP) - 2006: Eschaton Skitliv - 2008: Amfetamin (EP) - 2009: Skandinavisk Misantropi Sinsaenum - 2016: Echoes of the Tortured - 2018: Repulsion for Humanity Otros trabajos - 2002: The Ultimate Death Worship - Limbonic Art - 2003: Reclaim (EP) - Keep of Kalessin - 2003: The Beast of Attila Csihar - 2003: Death Before Dawn - Finnugor - 2004: Korog - Korog - 2004: Chtonian Lifecode - Chton - 2004: Glory and Perdition - Sear Bliss - 2007: Demonized - Astarte - 2007: La Nuit - YcosaHateRon - 2008: O))) Presents... - Pentemple - 2008: 6 °Fskyquake - Stephen O'Malley & Attila Csihar - 2008: Mahakali - Jarboe - 2010: ANTIhuman - Death of Desire - 2011: Wars of the Roses - Ulver - 2011: Noregs Vaapen - Taake - 2021: The Call - The Mugshots |

## Videografía
- 2003: «With No Human Intervention» - Aborym
- 2003: «Cosmic Nest Of Decay» - Finnugor
- 2008: «Anti» - Mayhem[51]